# غابور كورنيل تولناي
غابور كورنيل تولناي (22 نوفمبر 1902، في بودابست - 3 فبراير 1982، في ستوكهولم) كان مهندسًا دبلوماسيًا مجريًا سويديًا ومخترعًا، وبناءً ومهندسًا ميكانيكيًا ومهندسًا ضبط ومهندسًا كهربائيًا وشخصًا يعمل لحسابه الخاص. اشتهر باختراعاته لآلات الغزل وأجهزة الدفاع الوطني السويدي وأنواع عديدة من مسجلات الشرائط.

## بداية حياته
ولد كورنيل تولناي عام 1902 في بودابست في المجر وحصل على دبلوما في الهندسة من الجامعة التقنية في بودابست عام 1924.
بين عامي 1928 و1931، اخترع كورنيل تولناي ثلاثة اختراعات خاصة به، السينتروجراف والتيليتاكوجراف والمنظم. بعد ذلك تواصل مع شركة إل. إم. إريكسون السويدية. اشترت الشركة براءات اختراعه وعمل في الشركة في ستوكهولم وبودابست لعدة سنوات. أقام ورشة عمل تجريبية في ستوكهولم وعمل على تصاميم واختراعات أدى بعضها إلى حصوله على براءات اختراع. عمل في السويد منذ عام 1935 وأصبح مواطنًا سويديًا في عام 1940.
كان غابور كورنيل تولناي ابن غابور تولناي وزوجته إيلونا تولناي. كان والده نشطًا في السكك الحديدية المجرية، إم إيه في.
في عام 1932 التقى بزوجته السويدية في حفل أقيم في «الحديقة الشتوية» (Vinterträdgården) في فندق فندق جراند رويال في ستوكهولم، عندما احتفل المجتمع السويدي المجري باليوبيل. كان الفنان السويدي ديفيد والين قد باع للتو لوحة تحمل اسم الأم والطفل إلى متحف الفنون الجميلة في بودابست، ودُعي ديفيد والين إلى فندق جراند رويال وأخذ معه ابنته بيانكا البالغة من العمر 22 عامًا التي كانت فنانة مثقفة. أصبح كورنيل وبيانكا مخطوبين في 24 يناير 1935. في عام 1935، في 17 سبتمبر، تزوج كورنيل تولناي من الفنانة السويدية بيانكا والين (1909-2006). كانت ابنة الفنان الشهير ديفيد والين (1876-1957) وزوجته إلين والين (1884-1969). في عام 1935 استقر الزوجان في ستوكهولم، وفي عام 1942 انتقل مع عائلته إلى فيلا كبيرة في بروما، خارج ستوكهولم، حيث عاش مع عائلته حتى وفاته في عام 1982 عن عمر يناهز الثمانين عامًا. أنجب ثلاث بنات، إيفا، مواليد 1939، مونيكا، مواليد 1942 وهليفي، مواليد 1944.

## الدراسة في بودابست
التحق غابور كورنيل تولناي بمدرسة فاسوري الثانوية اللوثرية الناطقة بالألمانية في بودابست لمدة ثماني سنوات بين عامي 1912 و1920. بودابست - فاسوري إيفانجيليكوس جيمنازيوم، 1071 بودابست، فاروسليجيتي فاسور 17-21، كانت واحدة من أفضل المدارس في بودابست، وتخرج غابور منها بشهادة الثانوية العامة في ربيع عام 1920. كان زميلًا ليوجين فيجنر، الفيزيائي وعالم الرياضيات البارز والحائز على جائزة نوبل في الفيزياء عام 1963 وزميلًا لجون فون نيومان، عالم الرياضيات والفيزيائي البارز، متعدد الثقافة ومخترع الحاسوب. تمتعت المدرسة بتقليد أكاديمي قوي ومعلمين متميزين، على غرار مدرس الرياضيات لازلو راتز، ومدرس الفيزياء ميكولا سندور، ومعلم الفصل إمري أوبل. مدرسة فاسوري الثانوية هي مدرسة ثانوية شهيرة في بودابست. تقع بالقرب من سيتي بارك بودابست.
بعد تخرجه درس غابور كورنيل تولناي في الجامعة التقنية في بودابست. تخرج في وقت قياسي بشهادة دبلوم في الهندسة بعمر 21 عامًا فقط في ربيع عام 1924. بعد حصوله على الدبلوم في بودابست في ربيع عام 1924، استقر غابور كورنيل تولناي في باريس للدراسة وممارسة المهنة لمدة ثلاث سنوات.